# Ugo Passalacqua
Ugo Passalacqua (Chiaravalle, 1914 – Valona, 10 febbraio 1941) è stato un militare italiano, decorato di medaglia d'oro al valor militare alla memoria nel corso della seconda guerra mondiale.

## Biografia

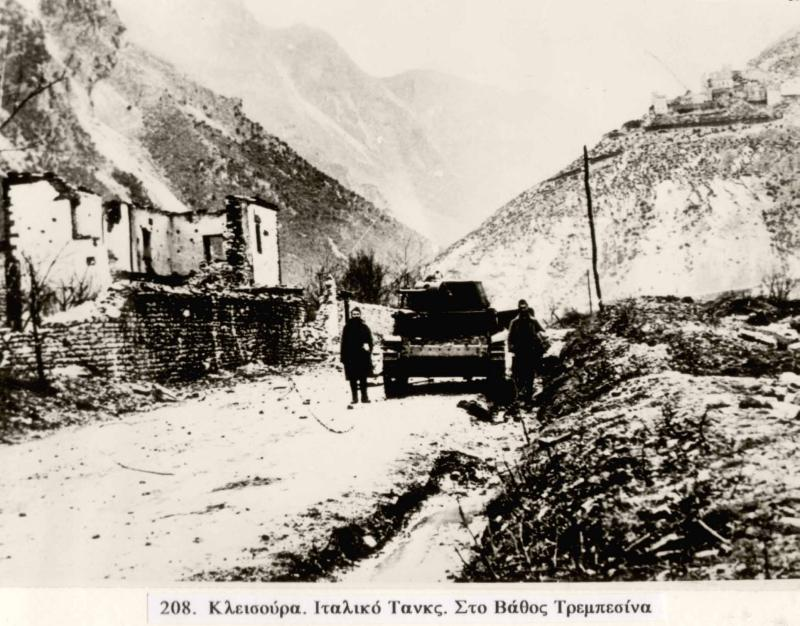
Carro armato M13/40 catturato dai greci al passo di Kleisoura il 10 gennaio 1941.

Nacque a Chiaravalle (provincia di Ancona), nel 1914, figlio di Leonetto e Giuseppina Paoli. Terminati gli studi classici a Firenze, all'età di diciassette anni entrò nella Regia Accademia di Fanteria e Cavalleria di Modena, frequentando il 74º Corso, e dalla quale uscì con il grado di sottotenente assegnato all'arma di fanteria nel 1933. Promosso tenente nel 1935 dopo aver frequentato la Scuola di applicazione d'arma, nel novembre 1936 fu assegnato al 4º Reggimento fanteria carrista e due anni dopo partiva per combattere nella guerra di Spagna. Assunto il comando della 4ª Compagnia carri d'assalto del raggruppamento carristi, prese parte alla battaglia di Catalogna riportando una grave ferita, nel febbraio 1939. Rimpatriato, dopo un lungo periodo trascorso in luoghi di cura e in convalescenza, riprese servizio nel 32º Reggimento fanteria carrista nell'agosto 1940 ed assunto il comando della 1ª Compagnia del IV Battaglione carri M13/40, l'11 novembre dello stesso anno partiva per l'Albania. Decedeva il 10 febbraio 1941 presso l'ospedale da campo 403 a Valona in seguito alle ferite riportate in combattimento a Klisura sul fronte greco il 27 gennaio. Fu successivamente decorato con la medaglia d'oro al valor militare alla memoria.

### Riconoscimenti
- Verona gli ha intitolato una caserma del 9º Gruppo Artiglieria Pesante "Rovigo" (Gr.A.Pe.)
- Ancona gli ha intitolato una via.
- Il IV Battaglione carri presso la caserma Ugo Mara di Solbiate Olona, nel periodo della sua costituzione tra il 1976 e il 1993, è stato denominato con il suo nome.